# 懷廷 (密蘇里州)
懷廷（英語：Whiting）是位於美國密蘇里州密西西比縣的普查規定居民點。

## 歷史
懷廷的郵局於1889年設立，其後於1909年停運。

## 人口
根據2020年美國人口普查的數據，懷廷的面積為0.68平方千米，皆為陸地。當地共有人口155人，而人口密度為每平方千米227.94人。